# 东亚䶄属
东亚䶄属（学名：Craseomys）也称棕背䶄属，是哺乳纲啮齿目仓鼠科䶄亚科森林田鼠族的一属。本属最初被视为䶄属（Myodes）的一个亚属，目前基于分子、形态和几何形态学数据研究结果支持本分类群为独立属，并包含以下6种：
- 日本红背䶄 Craseomys andersoni
- 今泉红背䶄 Craseomys imaizumii
- 朝鲜红背䶄 Craseomys regulus
- 北海道红背䶄 Craseomys rex
- 棕背䶄 Craseomys rufocanus
- 史密斯红背䶄 Craseomys smithii